# Glennis Grace
Glenda Hulita Elisabeth Batta (Amsterdã, 19 de junho de 1978), mais conhecida como Glennis Grace, é uma cantora holandesa. Em 2005, representou os Países Baixos no Festival Eurovisão da Canção 2005 e, em 2018, participou da décima terceira temporada de America's Got Talent.